# Kataj (ort)
Kataj (persiska: کتج) är en ort i Iran.   Den ligger i provinsen Kohgiluyeh och Buyer Ahmad, i den centrala delen av landet, 500 km söder om huvudstaden Teheran. Kataj ligger 830 meter över havet och antalet invånare är 163.
Terrängen runt Kataj är kuperad österut, men västerut är den bergig.Runt Kataj är det ganska glesbefolkat, med 47 invånare per kvadratkilometer. Närmaste större samhälle är Landeh, 11,9 km öster om Kataj. Omgivningarna runt Kataj är i huvudsak ett öppet busklandskap.